# بیست و ششمین دوره جشنواره بین‌المللی فیلم فجر
بیست و ششمین دورهٔ جشنوارهٔ فیلم فجر در بهمن ۱۳۸۶ در تهران برگزار شد. طراحی‌ها و پوستر این دوره برای اولین بار توسط دو هنرمند طراحی شد: میراندا انصاری، طراح گرافیک و الهام عیوضی، مدرس دانشگاه.

## برگزیدگان

### سیمرغ بلورین
- سیمرغ ویژهٔ هیئت داوران برای یک عمر دست‌آورد فنی و هنری: علیرضا زرین‌دست
- بهترین فیلم کوتاه داستانی: بومرنگ (داریوش غریب‌زاده)
- مستندهای بلند: تینار (مهدی منیری)
- بهترین مستند کوتاه: ترانه اندوهگین کوهستان (حامد خسروی)

| بهترین فیلم | بهترین کارگردانی |
| --- | --- |
| - به همین سادگی – رضا میرکریمی و سازمان توسعهٔ سینمایی سوره - آواز گنجشک‌ها – مجید مجیدی - باد در علفزار می‌پیچد – فتح‌الله جعفری جوزانی                                                                         | - مجید مجیدی – آواز گنجشک‌ها (سیمرغ بلورین) - خسرو معصومی – باد در علفزار می‌پیچد (دیپلم افتخار) - محمدعلی طالبی – دیوار - رضا میرکریمی – به همین سادگی         |
| بهترین بازیگر نقش اول مرد | بهترین بازیگر نقش اول زن |
| - امین حیایی – شب (سیمرغ بلورین) - شهاب حسینی – محیا (دیپلم افتخار) - محمدرضا فروتن – کنعان - حبیب رضایی – همیشه پای یک زن در میان است - صابر ابر – دایره‌زنگی - رضا ناجی – آواز گنجشک‌ها                      | - هنگامه قاضیانی – به همین سادگی - الناز شاکردوست – باد در علفزار می‌پیچد - گلشیفته فراهانی – دیوار و همیشه پای یک زن در میان است                              |
| بهترین بازیگر نقش مکمل مرد | بهترین بازیگر نقش مکمل زن |
| - محسن تنابنده – استشهادی برای خدا - سیاوش چراغی‌پور – همیشه پای یک زن در میان است - محمد کاسبی – دیوار - مهران مدیری – همیشه پای یک زن در میان است - حسن نجاریان داریانی – فرزند خاک                         | - مهتاب نصیرپور – فرزند خاک - افسانه بایگان – کنعان - مریم بوبانی – محیا - نیره فراهانی – به همین سادگی - نیوشا ضیغمی – حس پنهان                              |
| بهترین فیلمنامه | بهترین موسیقی متن |
| - رضا میرکریمی و شادمهر راستین – به همین سادگی - علیرضا امینی و محسن تنابنده – استشهادی برای خدا - غلامرضا رمضانی – سبز کوچک - مجید مجیدی و مهران کاشانی – آواز گنجشک‌ها - خسرو معصومی – باد در علفزار می‌پیچد | - حسین علیزاده – آواز گنجشک‌ها - فردین خلعتبری – هامون و دریا - محمدرضا درویشی – آتش سبز - محمدرضا علیقلی – به همین سادگی و شب                                 |
| بهترین صداگذاری | بهترین صدابرداری |
| - به کسی اعطا نشد | - ایرج شهزادی – آتش سبز - بهمن اردلان – کنعان - محمدرضا دلپاک و یدالله نجفی – آواز گنجشک‌ها - احمد صالحی – باد در علفزار می‌پیچد - مهران ملکوتی – به همین سادگی |
| بهترین طراحی صحنه و لباس | بهترین فیلم‌برداری |
| - ژیلا مهرجویی و شعله نواب تهرانی – آتش سبز - سعید آهنگرانی – دیوار - عباس بلوندی – فرزند خاک - شیوا رشیدیان – به همین سادگی - اصغر نژادایمانی – آواز گنجشک‌ها                                                | - حسین جعفریان – دیوار - محمد آلادپوش – به همین سادگی - علیرضا زرین‌دست – فرزند خاک - محمدرضا سکوت – استشهادی برای خدا - تورج منصوری – آواز گنجشک‌ها            |
| بهترین چهره‌پردازی | بهترین فیلم از نگاه تماشاگران |
| - سعید ملکان – آواز گنجشک‌ها - جلال‌الدین معیریان – پرچم‌های قلعه کاوه - محسن ملکی – آتش سبز | - همیشه پای یک زن در میان است – کمال تبریزی و محسن علی‌اکبری                                                                                                   |
| بهترین تدوین | بهترین جلوه‌های ویژه |
| - حسن حسن‌دوست – آواز گنجشک‌ها - حسن حسن‌دوست – دیوار و باد در علفزار می‌پیچد - مهدی حسینی‌وند – فرزند خاک - بهرام دهقانی و رضا شیروانی – هامون و دریا                                                            | - حسین طلابیگی – پرچم‌های قلعه کاوه - داود رسولیان – فرزند خاک - محسن روزبهانی – هامون و دریا                                                                  |
| بهترین فیلم اول | بهترین فیلم از نگاه ملی |
| - در میان ابرها – روح‌الله حجازی - حس پنهان – مصطفی رزاق کریمی - تنها دوبار زندگی می‌کنیم – بهنام بهزادی بروجنی                                                                                                | - فرزند خاک – احمد میرعلائی - آتش سبز – قاسم قلی‌پور - آواز گنجشک‌ها – مجید مجیدی - به همین سادگی – رضا میرکریمی و سازمان توسعهٔ سینمایی سوره                    |

### مسابقه تبلیغات
| بهترین پوستر            | بهترین تیزر و آنونس                              |
| ----------------------- | ------------------------------------------------ |
| - حیدر رضایی – اخراجی‌ها | - امیرشیبان خاقانی – اتوبوس شب و سنگ، کاغذ، قیچی |
| بهترین عکس              |                                                  |
| - المیرا مقدم – رئیس    |                                                  |

### جوایز و نامزدی‌ها
| نامزدی‌ها | فیلم                        |
| -------- | --------------------------- |
| ۱۱       | آواز گنجشک‌ها                |
| ۱۰       | به همین سادگی               |
| ۷        | فرزند خاک                   |
| ۶        | باد در علفزار می‌پیچد        |
| ۵        | دیوار                       |
| ۵        | آتش سبز                     |
| ۴        | همیشه پای یک زن در میان است |
| ۳        | استشهادی برای خدا           |
| ۳        | کنعان                       |
| ۳        | هامون و دریا                |
| ۲        | شب                          |
| ۲        | محیا                        |
| ۲        | حس پنهان                    |
| ۲        | پرچم‌های قلعه کاوه           |
| ۱        | سبز کوچک                    |
| ۱        | در میان ابرها               |
| ۱        | تنها دوبار زندگی می‌کنیم     |

| تعداد جوایز | نام فیلم                    |
| ----------- | --------------------------- |
| ۴           | آواز گنجشک‌ها                |
| ۳           | به همین سادگی               |
| ۲           | فرزند خاک                   |
| ۱           | شب                          |
| ۱           | استشهادی برای خدا           |
| ۱           | دیوار                       |
| ۱           | همیشه پای یک زن در میان است |
| ۱           | پرچم‌های قلعه کاوه           |
| ۱           | در میان ابرها               |

## جوایز دیگر
- دیپلم افتخار ویژه تماشاگران به فیلم (کنعان)
- پلاک طلایی سیمرغ: هفت رخ فرخ ایران (حسین حضرتی و فرزین رضائیان)
- دیپلم افتخار بهترین فیلم کوتاه داستانی: چاووش (فرخ حنیفه نژاد زیبایی)
- دیپلم افتخار بهترین فیلم کوتاه داستانی: در خانه ما (مریم کشکولی‌نیا)
- دیپلم افتخار مستند بلند: هفت رخ فرخ ایران (فرزین رضائیان)

بهترین مستند کوتاه
- برای نگارش گفتار متن فیلم: روز حادثه (محمدعلی فارسی)
- برای پژوهش علمی و فرهنگی: روشنان (محسن رمضان‌زاده)
- برای نوآوری و تجربه جدید و ترکیب خلاقانه مستند و پویانمایی: سیانوز (رخساره قائم مقامی)

## بزرگداشت‌ها
- پروانه معصومی، بازیگر
- مسعود جعفری جوزانی، فیلمنامه‌نویس، کارگردان و تهیه‌کننده
- علی حاتمی، فیلمنامه‌نویس، طراح صحنه و لباس، کارگردان
- رسول ملاقلی‌پور، کارگردان و فیلمنامه‌نویس